# 高雄市公車H12路
高雄市公車H12路，由高雄客運營運，起點站為桃源區公所，終點站為高雄醫學大學，為桃源區的就醫公車路線。

## 歷史
- 2012年7月12日正式行駛。[3][4][5]

## 收費方式

### 票證
- 一卡通（一卡通公司發行之電子票證智慧卡）
  - 公路客運、就醫公車、旗美國道快捷折12元，最高收費60元。[6]
- 悠遊卡（悠遊卡公司發行之電子票證智慧卡）

### 投幣
- 依里程收費。

## 停站
參見右側路線圖